# Salvatore La Ferla
Salvatore La Ferla (Augusta, 1863 – Rome, 1931) was een generaal in het koninkrijk Italië, in het korps Guardia di Finanza. Hij vocht in de Italiaanse verovering van Libië (1911-1912) en in de Eerste Wereldoorlog aan het noordelijk front (1915-1918). 
La Ferla was bekend als iemand die de Guardia di Finanza hervormde tot een instrument tegen de witteboordencriminaliteit.

## Levensloop
La Ferla groeide op in Sicilië, in de stad Augusta. In 1889 slaagde hij in het toelatingsexamen voor de Guardia di Finanza. Het jonge Italië had dit militair korps opgericht tegen economische criminaliteit. Het korps bestond al voor de eenmaking van Italië in het koninkrijk Piëmont-Sardinië; oorspronkelijk was het een korps om smokkel, gokpraktijken en valsemunterij op te sporen. Het korps was een onderdeel van het Koninklijk Italiaans Leger. 
La Ferla verwierf de rang van kapitein (1889). Hij werd benoemd tot commandant van de afdeling Gemona del Friuli en de afdeling Cannobio van de Guardia di Finanza.
Circa 1900 werd La Ferla naar Rome geroepen. Hij werkte concepten uit om nieuwe vormen van criminaliteit te bestrijden zoals drugshandel, witwaspraktijken en douaneontduiking. Samen met anderen droeg La Ferla bij tot de hervorming van de Guardia di Finanza in 1906. Het nieuwe was dat lokale autoriteiten minder vat hadden op dit militair korps. Ook werd het korps autonoom binnen het leger om tuchtstraffen op te leggen. Na 1906 legde La Ferla zich verder toe op de herorganisatie van de structuur en de trainingen binnen het korps.
Van 1912 tot 1919 was La Ferla vice-bevelhebber van de Guardia di Finanza, waarbij hij de graad van generaal verwierf. Van 1919 tot 1923 droeg hij de titel comandante generale. 
Daarnaast werd officier La Ferla ingezet in oorlogen. Hij vocht tegen de Ottomanen in de veroveringsoorlog van Libië, ook wel Italiaans-Turkse Oorlog genoemd. Nadien vocht hij in Noord-Italië tegen de Oostenrijkers tijdens de Eerste Wereldoorlog. Meerdere eretekens werden hem uitgereikt: het Oorlogskruis, de Intergeallieerde Medaille, commandeur in de Orde van Sint-Mauritius en Sint-Lazarus en het grootofficierskruis in de Orde van de Italiaanse Kroon.

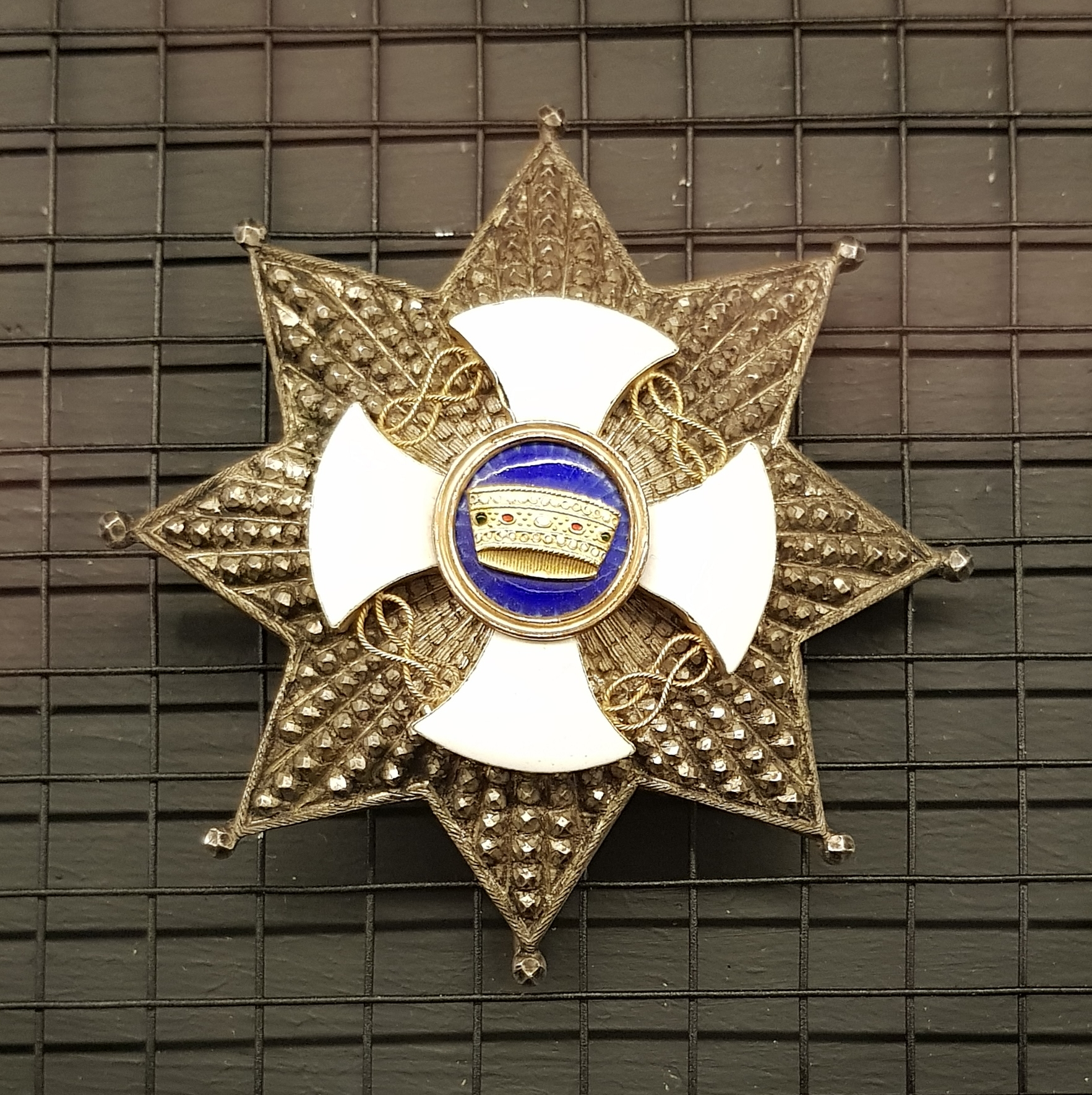
Grootofficier in de Orde van de Kroon